# Liste der Straßen und Plätze in Hellerberge

Lage der Gemarkung Hellerberge in Dresden

Die Liste der Straßen und Plätze in Hellerberge beschreibt das Straßensystem im Dresdner Stadtteil Hellerberge mit den entsprechenden historischen Bezügen. Aufgeführt sind Straßen, die im Gebiet der Gemarkung Hellerberge liegen. Kulturdenkmale in der Gemarkung Hellerberge sind in der Liste der Kulturdenkmale in Hellerberge aufgeführt.
Hellerberge bildet teils einen gleichnamigen statistischen Stadtteil, der wiederum zum Stadtbezirk Klotzsche der sächsischen Landeshauptstadt Dresden gehört. Wichtigste Straße in der Gemarkung ist die Bundesautobahn 4 (Europastraße 40, Europastraße 55). Im Norden der Gemarkung Hellerberge ist die Bundesstraße 170 (Radeburger Straße) an der Anschlussstelle Dresden-Hellerau mit der Autobahn verbunden. Die östliche Grenze von Hellerberge bildet die Bundesstraße 97 (Königsbrücker Straße). Insgesamt gibt es in Hellerberge 16 benannte Straßen, die in der folgenden Liste aufgeführt sind.

## Legende
Die nachfolgende Tabelle gibt eine Übersicht über die vorhandenen Straßen und Plätze im Ortsteil sowie einige dazugehörige Informationen. Im Einzelnen sind dies:
- Name/Lage: Aktuelle Bezeichnung der Straße oder des Platzes sowie unter ‚Lage‘ ein Koordinatenlink, über den die Straße oder der Platz auf verschiedenen Kartendiensten angezeigt werden kann. Die Geoposition gibt dabei ungefähr die Mitte der Straße an.
- Länge/Maße in Metern: Die in der Übersicht enthaltenen Längenangaben sind nach mathematischen Regeln auf- oder abgerundete Übersichtswerte, die in Google Earth mit dem dortigen Maßstab ermittelt wurden. Sie dienen eher Vergleichszwecken und werden, sofern amtliche Werte bekannt sind, ausgetauscht und gesondert gekennzeichnet. Bei Plätzen sind die Maße in der Form a × b dargestellt. Der Zusatz ‚im Stadtteil‘ bzw. ‚im Ortsteil‘ gibt an, wie lang die Straße innerhalb des Stadt-/Ortsteils ist, sofern sie durch mehrere Stadt-/Ortsteile verläuft.
- Namensherkunft: Ursprung oder Bezug des Namens.
- Jahr der Benennung: Zeitpunkt, zu dem die Straße ihren heute gültigen Namen erhielt (sofern bekannt).
- Anmerkungen: Weitere Informationen bezüglich anliegender Institutionen, der Geschichte der Straße, historischer Bezeichnungen, Baudenkmalen usw.
- Bild: Foto der Straße.

## Straßenverzeichnis
| Name/Lage                    | Länge/Maße | Namensherkunft                                                                                                  | Jahr der Benennung | Anmerkungen | Bild |
| ---------------------------- | ---------- | --- | ------------------ | --- | ---- |
| Augustusweg Lage             |            | August der Starke (1670–1733), Kurfürst von Sachsen seit 1694, König von Polen seit 1697                        |                    | Der Augustusweg bildete mit dem Bischofsweg ein gemeinsames Wegesystem und setzt sich jeweils unter gleichem Namen in der Dresdner Heide sowie in Form des Augustuswegs in Radebeul fort. |      |
| Boxdorfer Weg Lage           |            | Boxdorf, benachbarter Ortsteil von Moritzburg                                                                   |                    | Der Boxdorfer Weg ist Teil eines alten Kommunikationswegs von Trachau nach Wilschdorf. |      |
| Hammerweg Lage               |            | Wegzeichen T, das volkstümlich zu einem Hammer umgedeutet wurde                                                 |                    | Der Hammerweg ist Standort der Justizvollzugsanstalt Dresden, die sich teils in der Gemarkung Neustadt und teils in der Gemarkung Hellerberge befindet.                                   |      |
| Heiderandweg Lage            |            | Waldrand der Dresdner Heide                                                                                     |                    | |      |
| Heideweg Lage                |            | Dresdner Heide                                                                                                  |                    | |      |
| Hellerhofstraße Lage         |            | Hellerhof, ehemalige Eselzuchtstätte und SS-Kaserne                                                             |                    | |      |
| Klotzscher Weg Lage          |            | Klotzsche |                    | |      |
| Königsbrücker Straße Lage    |            | Königsbrück |                    | Die Königsbrücker Straße ist die Bundesstraße 97 und Teil des alten Überlandwegs von Dresden nach Königsbrück.                                                                            |      |
| Magazinstraße Lage           |            | Magazine der Albertstadt                                                                                        |                    | |      |
| Meinholdstraße Lage          |            | Meinhold, Dresdner Buchdruckerfamilie von 1777 bis 1945                                                         |                    | |      |
| Moritzburger Landstraße Lage |            | Landstraße nach Moritzburg, nordwestliche Nachbargemeinde Dresdens                                              |                    | Die Moritzburger Landstraße ging aus dem Oberreichenberger Steig hervor, dem alten Kommunikationsweg von Dresden über den Wilden Mann durch die Junge Heide nach Reichenberg.             |      |
| Moritzburger Weg Lage        |            | Moritzburg, nordwestliche Nachbargemeinde Dresdens                                                              |                    | Der Moritzburger Weg ist als Fortsetzung der Pillnitzer Landstraße und des Moritzburg-Pillnitzer Weges Teil der alten Verbindung zwischen den Schlössern Moritzburg und Pillnitz.         |      |
| Pappelweg Lage               |            | Pappeln |                    | |      |
| Radeburger Straße Lage       |            | Radeburg, nördliche Nachbarstadt von Dresden                                                                    |                    | Die Radeburger Straße ist die Bundesstraße 170 und Teil des alten Überlandwegs von Dresden über Rähnitz nach Radeburg.                                                                    |      |
| Stauffenbergallee Lage       |            | Claus Schenk Graf von Stauffenberg (1907–1944), Oberst der Wehrmacht, Gegner des Naziregimes, Hitler-Attentäter |                    | Die Stauffenbergallee ist die Haupterschließungsstraße der Kasernen der Albertstadt. |      |
| Tännichtweg Lage             |            | Tännicht, eine allgemeine Bezeichnung für ein Tannenwäldchen                                                    |                    | |      |